# 유럽 클럽 협회

유럽 클럽 협회(European Club Association, ECA)는 유럽의 축구 클럽이 가입한 단체로, 본부는 UEFA의 본부와 같은 니옹에 있다. 2008년 1월에 해산한 G-14에 이어 유럽 53개국 191개 클럽(정식 멤버십 102개 클럽, 준멤버십 89개 클럽)으로 형성되었다.

## 창립 멤버
- 그리스 - 올림피아코스
- 네덜란드 - 아약스
- 덴마크 - 코펜하겐
- 독일 - 바이에른 뮌헨
- 몰타 - 비르키르카라
- 벨기에 - 안데를레흐트
- 스코틀랜드 - 레인저스
- 스페인 - 레알 마드리드, 바르셀로나
- 이탈리아 - 밀란, 유벤투스
- 잉글랜드 - 첼시, 맨체스터 유나이티드
- 크로아티아 - 디나모 자그레브
- 포르투갈 - 포르투
- 프랑스 - 올랭피크 리옹

## 현재 모든 멤버
| 알바니아 - KF 티라나 - KF 엘바사니 안도라 - FC 레인저스 - FC 산타콜로마 아르메니아 - FC 바난츠 - 미카 FC - FC 퓨니크 오스트리아 - FK 아우스트리아 빈 - SK 라피트 빈 아제르바이잔 - FK 바쿠 - 네프치 바쿠 - AZAL PFK 벨라루스 - FC 바테 보리소프 - FC 디나모 민스크 - FC 샤흐툐르 살리호르스크 벨기에 - RSC 안데를레흐트 - 클럽 브루게 KV - KAA 헨트 - KRC 헹크 - 스탕다르 리에주 보스니아 헤르체고비나 - NK 시로키브리예그 - FK 사라예보 - FK 젤레즈니차르 사라예보 불가리아 - PFC CSKA 소피아 - PFC 레프스키 소피아 - PFC 리텍스 로베치 크로아티아 - NK 디나모 자그레브 - HNK 하이두크 스플리트 키프로스 - 아노르토시스 파마구스타 FC - APOEL FC - AC 오모니아 체코 - SK 슬라비아 프라하 - FC 슬로반 리베레츠 - AC 스파르타 프라하 - FK 테플리체 덴마크 - 올보르 BK - 브뢴뷔 IF - FC 코펜하겐 - 오덴세 BK 잉글랜드 - 아스널 FC - 애스턴 빌라 FC - 첼시 FC - 에버튼 FC - 풀럼 FC - 리버풀 FC - 맨체스터 시티 FC - 뉴캐슬 유나이티드 FC - 토트넘 홋스퍼 FC 에스토니아 - FC 플로라 탈린 - FC 레바디아 탈린 페로 제도 - EB/스트레이머 - HB 토르스하운 - B36 토르스하운 - NSI 루나비크 핀란드 - FC 홍카 - HJK 헬싱키 - 뮈파 - 탐페레 유나이티드 프랑스 - AJ 오세르 - FC 지롱댕 드 보르도 - RC 랑스 - 릴 OSC - 올랭피크 리옹 - 올랭피크 드 마르세유 - 파리 생제르맹 FC 모나코 - AS 모나코 FC 조지아 - FC 디나모 트빌리시 - FC WIT 조지아 독일 - 바이어 04 레버쿠젠 - FC 바이에른 뮌헨 - 보루시아 도르트문트 - 보루시아 묀헨글라트바흐 - 아인트라흐트 프랑크푸르트 - 함부르크 SV - FC 샬케 04 - VfB 슈투트가르트 - SV 베르더 브레멘 - VfL 볼프스부르크 그리스 - AEK 아테네 FC - 아리스 FC - 올림피아코스 FC - 파나티나이코스 FC - PAOK FC 헝가리 - 페렌츠바로시 TC - MTK 헝가리아 FC - 데브레체니 VSC - 죄르 ETO FC 아이슬란드 - FH 하프나르표르두르 - 케플라비크 IF 이스라엘 - 하포엘 텔아비브 FC - 마카비 하이파 FC - 마카비 네타냐 FC 이탈리아 - ACF 피오렌티나 - FC 인테르나치오날레 밀라노 - 유벤투스 FC - AC 밀란 - SSC 나폴리 - 파르마 FC - US 팔레르모 - AS 로마 - UC 삼프도리아 | 카자흐스탄 - FC 악퇴베 라트비아 - FK 리에파야스 메탈루르크스 - 스콘토 FC - FK 벤츠필스 리히텐슈타인 - FC 파두츠 리투아니아 - FK 에크라나스 - FK 수두바 마리얌폴레 룩셈부르크 - F91 뒤들랑주 - CS 그레벤마허 마케도니아 공화국 - FK 라보트니치키 - FK 바르다르 몰타 - 비르키르카라 FC - 하이버니언스 FC - 발레타 FC 몰도바 - FC 셰리프 티라스폴 - FC 짐브루 키시너우 몬테네그로 - FK 부두츠노스트 포드고리차 - FK 모그렌 네덜란드 - AFC 아약스 - AZ 알크마르 - 페예노르트 - SC 헤이렌베인 - PSV 에인트호번 - FC 트벤터 북아일랜드 - 글렌토런 FC - 린필드 FC 노르웨이 - SK 브란 - 릴레스트룀 SK - 로센보르그 BK - 볼레렌가 IF - 바이킹 FK 폴란드 - 레흐 포즈난 - 레기아 바르샤바 - 폴로니아 바르샤바 - 비스와 크라쿠프 포르투갈 - SL 벤피카 - SC 브라가 - FC 포르투 - 스포르팅 CP 아일랜드 - 세인트 패트릭스 애슬레틱 FC 루마니아 - CFR 클루지 - FC 디나모 부쿠레슈티 - FC 라피드 부쿠레슈티 - FC 스테아우아 부쿠레슈티 - FC 우니레아 우르지체니 러시아 - PFC CSKA 모스크바 - FC 로코모티프 모스크바 - FC 루빈 카잔 - FC 스파르타크 모스크바 - FC 제니트 상트페테르부르크 산마리노 - SS 무라타 스코틀랜드 - 애버딘 FC - 셀틱 FC - 하트 오브 미들로시언 FC - 레인저스 FC 세르비아 - FK 파르티잔 - FK 츠르베나 즈베즈다 - FK 보이보디나 슬로바키아 - MFK 루좀베로크 - ŠK 슬로반 브라티슬라바 - MŠK 질리나 슬로베니아 - NK 돔잘레 - NK 마리보르 스페인 - 아틀레티코 마드리드 - FC 바르셀로나 - 데포르티보 라 코루냐 - 레알 마드리드 CF - 세비야 FC - 발렌시아 CF - 비야레알 CF 스웨덴 - 유르고르덴 IF - IF 엘프스보리 - 헬싱보리 IF 스위스 - FC 바젤 - 그라스호퍼 클럽 취리히 - FC 시옹 - FC 툰 - BSC 영 보이즈 - FC 취리히 튀르키예 - 베식타시 JK - 부르사스포르 - 갈라타사라이 SK - 트라브존스포르 - 페네르바체 SK 우크라이나 - FC 드니프로 드니프로페트로우스크 - FC 디나모 키예프 - FC 메탈리스트 하르키우 - FC 샤흐타르 도네츠크 웨일스 - 뱅고어 시티 - 흘라네흘리 AFC - 더 뉴 세인츠 FC |

## 같이 보기
- G-14
- 유럽 프로 축구 리그 협회